# Exechia speciosa
Exechia speciosa är en tvåvingeart som beskrevs av Johannes Winnertz 1863. Exechia speciosa ingår i släktet Exechia och familjen svampmyggor. Inga underarter finns listade i Catalogue of Life.